# Indische Badmintonmeisterschaft 1959/60
Die Indische Badmintonmeisterschaft der Saison 1959/60 fand in Jamshedpur statt. Es war die 24. Austragung der nationalen Titelkämpfe im Badminton in Indien.

## Titelträger
| Disziplin    | Sieger                      |
| ------------ | --------------------------- |
| Herreneinzel | Erland Kops                 |
| Dameneinzel  | Meena Shah                  |
| Herrendoppel | Erland Kops R. D. Vimawala  |
| Damendoppel  | Cecilia Samuel Tan Gaik Bee |
| Mixed        | Erland Kops Tan Gaik Bee    |